# Station Erlangen
Station Erlangen is een spoorwegstation in de Duitse plaats Erlangen.  Het station werd in 1844 geopend. 